# Desa Kertosono (administrativ by i Indonesien, Jawa Timur, lat -6,99, long 112,52)
Desa Kertosono är en administrativ by i Indonesien.   Den ligger i provinsen Jawa Timur, i den västra delen av landet, 600 km öster om huvudstaden Jakarta.